# 渥太華車站
渥太華車站（英語：Ottawa Station）位於加拿大安大略省渥太華特朗布萊道200號，為該市的主要城際鐵路車站，提供維亞鐵路列車前往多倫多和蒙特婁。
此站由約翰·B·柏金與合夥人建築師事務所設計，1966年落成後取代原有位於渥太華市中心麗都運河旁的聯合車站。通往聯合車站的鐵路軌被移除，而聯合車站後來則成為政府會議中心。柏金建築師事務所憑藉此站的設計於1967年贏取馬西建築獎牌，而此站則於2000年被加拿大皇家建築學會評為過去1000年内在現加拿大境內落成的500座最佳建築物之一。此站從2016年末起進行翻新工程，包括增設升降機、在部分月台增設避寒處、以及翻新屋頂，耗資2170萬加元，暫定於2017年秋季完成。
渥太華卡爾頓交通局旗下的92號及96號巴士在此停靠，而2019年啓用的渥太華輕鐵聯邦線特朗布萊站亦將與此站交匯。此外，法荷航集團亦每日提供三班穿梭巴士服務接載法國航空和荷蘭皇家航空乘客往返此站和蒙特婁杜魯道國際機場，而瑞士國際航空過去亦曾提供類似的穿梭巴士服務。

## 图集

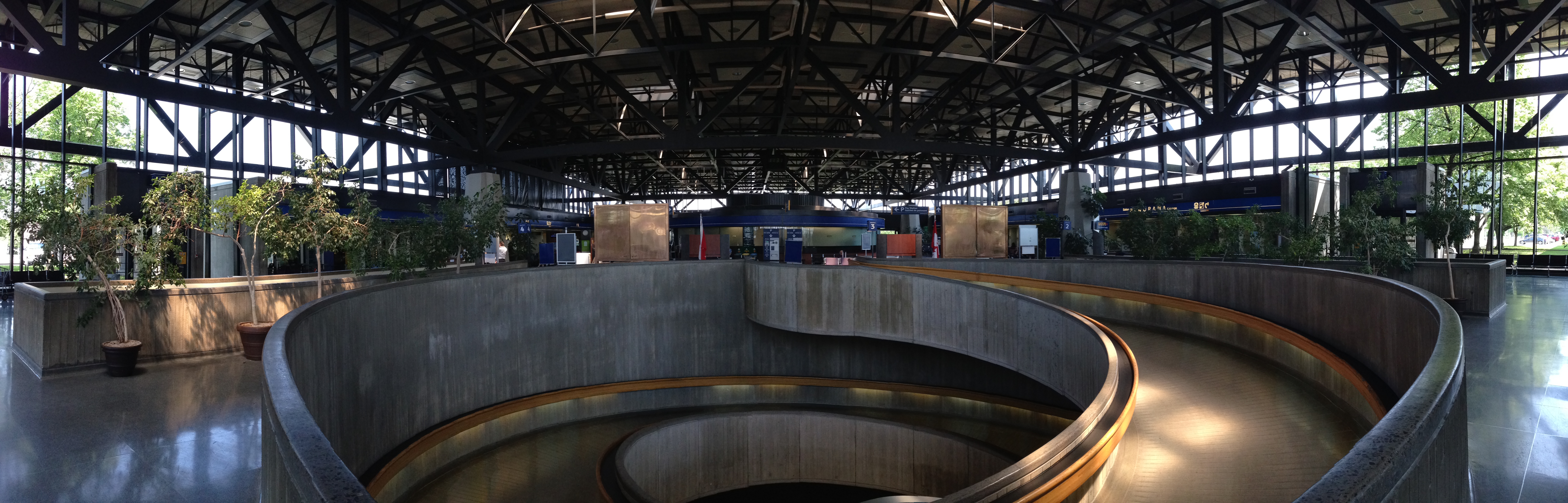
车站内部（可见旅客接待中心和位于其前方的坡道）
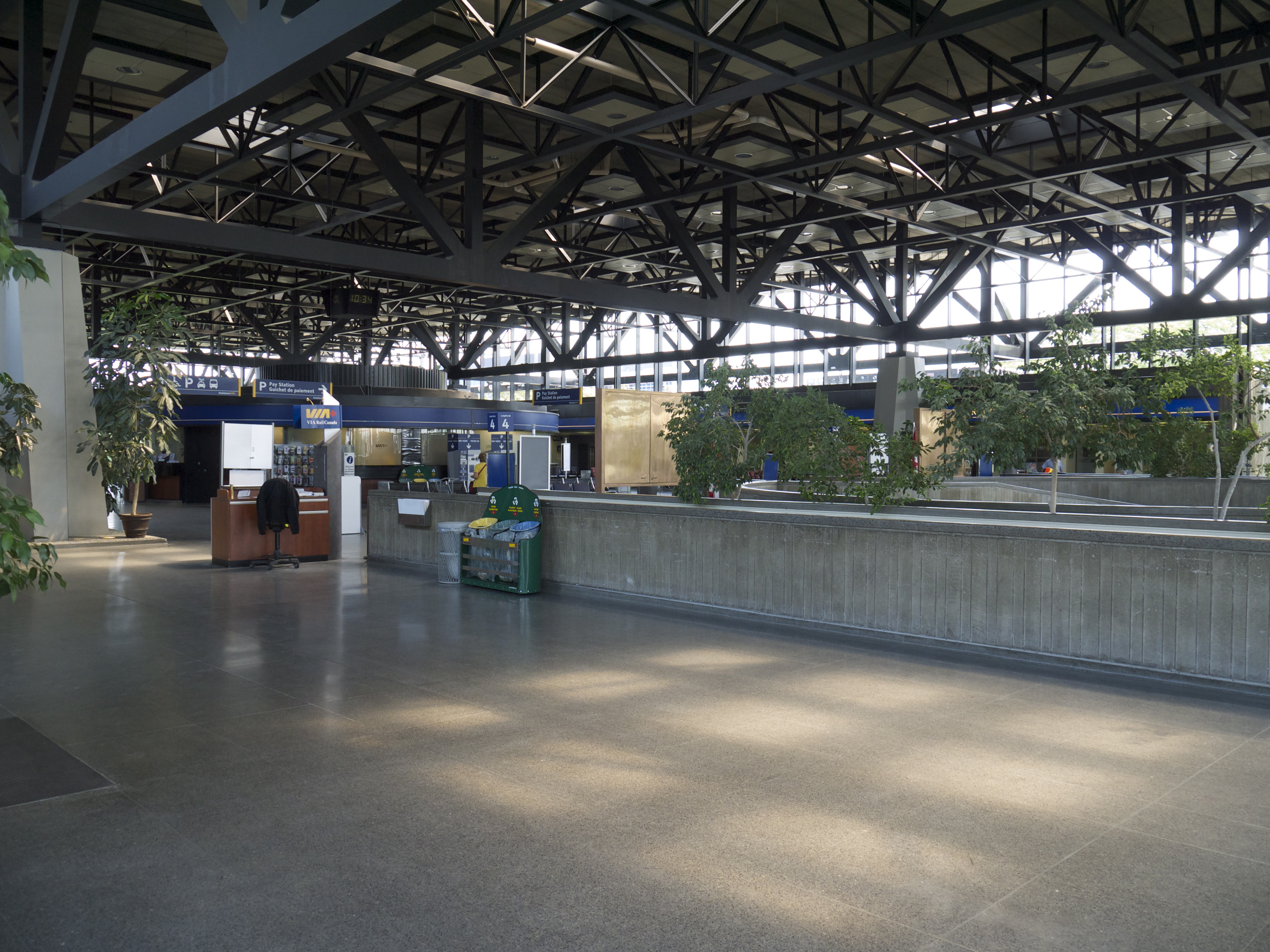
车站大堂
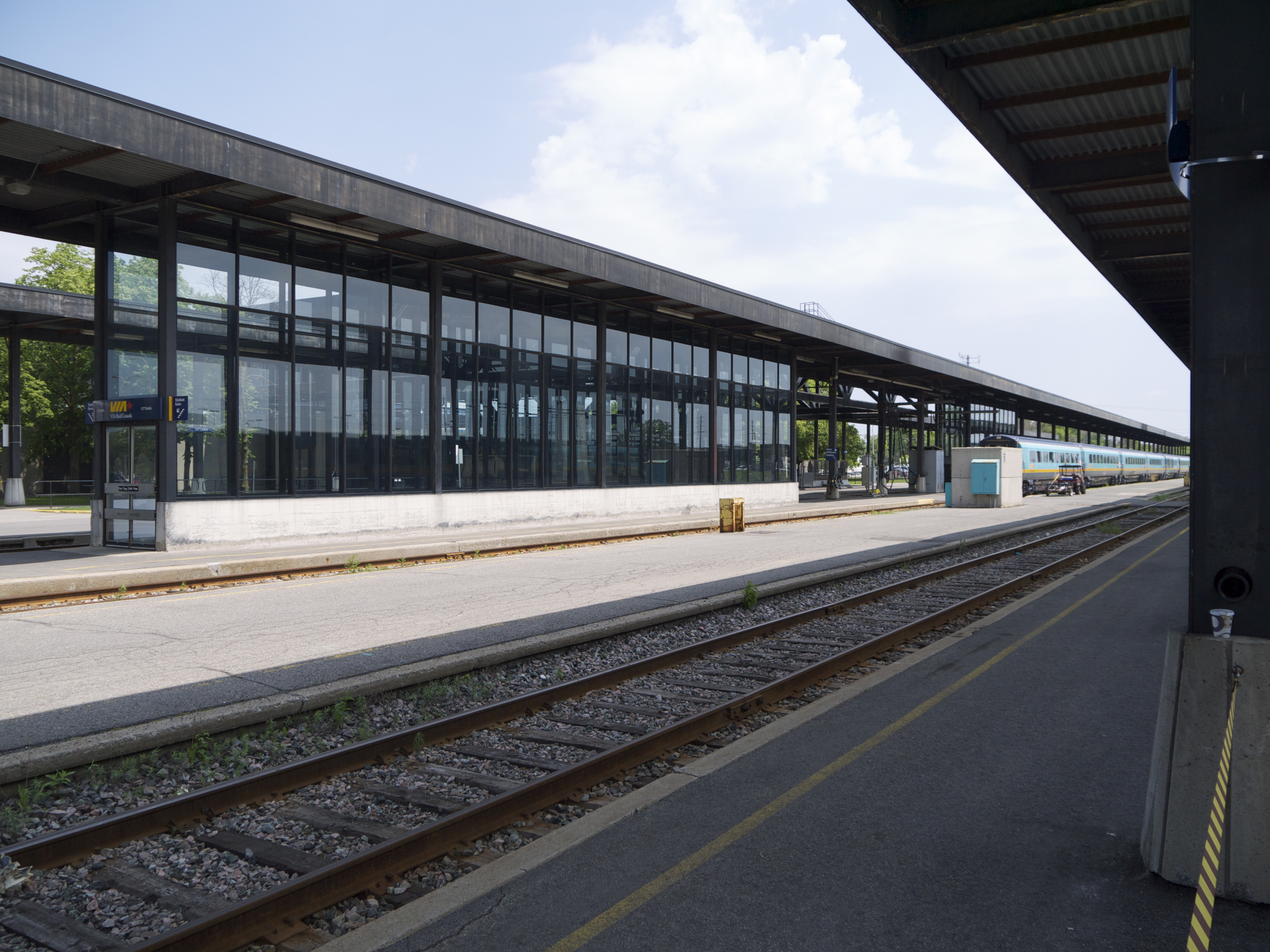
站台

## 外部連結
- 维基共享资源上的相關多媒體資源：渥太華車站
- Ottawa Regional Society of Architects -- Architecture of the Ottawa Train Station